# Carlos António Gomes
Carlos António Gomes (Barreiro, 18 gennaio 1932 – 18 ottobre 2005) è stato un calciatore portoghese, di ruolo portiere.

## Carriera

### Nazionale
Ha collezionato 18 presenze con la propria Nazionale.

## Statistiche

### Cronologia presenze e reti in Nazionale
| Cronologia completa delle presenze e delle reti in nazionale ― Portogallo | Cronologia completa delle presenze e delle reti in nazionale ― Portogallo | Cronologia completa delle presenze e delle reti in nazionale ― Portogallo | Cronologia completa delle presenze e delle reti in nazionale ― Portogallo | Cronologia completa delle presenze e delle reti in nazionale ― Portogallo | Cronologia completa delle presenze e delle reti in nazionale ― Portogallo | Cronologia completa delle presenze e delle reti in nazionale ― Portogallo | Cronologia completa delle presenze e delle reti in nazionale ― Portogallo |
| Data                                                                      | Città                                                                     | In casa                                                                   | Risultato                                                                 | Ospiti                                                                    | Competizione                                                              | Reti                                                                      | Note                                                                      |
| ------------------------------------------------------------------------- | ------------------------------------------------------------------------- | ------------------------------------------------------------------------- | ------------------------------------------------------------------------- | ------------------------------------------------------------------------- | ------------------------------------------------------------------------- | ------------------------------------------------------------------------- | ------------------------------------------------------------------------- |
| 21-11-1953                                                                | Oeiras                                                                    | Portogallo                                                                | 3 – 1                                                                     | Sudafrica                                                                 | Amichevole                                                                | -1                                                                        |                                                                           |
| 29-11-1953                                                                | Oeiras                                                                    | Portogallo                                                                | 0 – 0                                                                     | Austria                                                                   | Qual. Mondiali 1954                                                       | -                                                                         |                                                                           |
| 14-3-1954                                                                 | Bruxelles                                                                 | Belgio                                                                    | 0 – 0                                                                     | Portogallo                                                                | Amichevole                                                                | -                                                                         |                                                                           |
| 28-11-1954                                                                | Oeiras                                                                    | Portogallo                                                                | 1 – 3                                                                     | Argentina                                                                 | Amichevole                                                                | -3                                                                        |                                                                           |
| 19-12-1954                                                                | Oeiras                                                                    | Portogallo                                                                | 0 – 3                                                                     | Germania Ovest                                                            | Amichevole                                                                | -3                                                                        |                                                                           |
| 4-5-1955                                                                  | Glasgow                                                                   | Scozia                                                                    | 3 – 0                                                                     | Portogallo                                                                | Amichevole                                                                | -3                                                                        |                                                                           |
| 25-3-1956                                                                 | Oeiras                                                                    | Portogallo                                                                | 3 – 1                                                                     | Turchia                                                                   | Amichevole                                                                | -1                                                                        |                                                                           |
| 8-4-1956                                                                  | Oeiras                                                                    | Portogallo                                                                | 0 – 1                                                                     | Brasile                                                                   | Amichevole                                                                | -1                                                                        |                                                                           |
| 3-6-1956                                                                  | Oeiras                                                                    | Portogallo                                                                | 3 – 1                                                                     | Spagna                                                                    | Amichevole                                                                | -                                                                         |                                                                           |
| 16-1-1957                                                                 | Lisbona                                                                   | Portogallo                                                                | 1 – 1                                                                     | Irlanda del Nord                                                          | Qual. Mondiali 1958                                                       | -1                                                                        |                                                                           |
| 24-3-1957                                                                 | Oeiras                                                                    | Portogallo                                                                | 0 – 1                                                                     | Francia                                                                   | Amichevole                                                                | -1                                                                        |                                                                           |
| 1-5-1957                                                                  | Belfast                                                                   | Irlanda del Nord                                                          | 3 – 0                                                                     | Portogallo                                                                | Qual. Mondiali 1958                                                       | -3                                                                        |                                                                           |
| 26-5-1957                                                                 | Oeiras                                                                    | Portogallo                                                                | 3 – 0                                                                     | Italia                                                                    | Qual. Mondiali 1958                                                       | -                                                                         |                                                                           |
| 11-6-1957                                                                 | Rio de Janeiro                                                            | Brasile                                                                   | 2 – 1                                                                     | Portogallo                                                                | Amichevole                                                                | -2                                                                        |                                                                           |
| 16-6-1957                                                                 | San Paolo                                                                 | Brasile                                                                   | 3 – 0                                                                     | Portogallo                                                                | Amichevole                                                                | -3                                                                        |                                                                           |
| 22-12-1957                                                                | Milano                                                                    | Italia                                                                    | 3 – 0                                                                     | Portogallo                                                                | Qual. Mondiali 1958                                                       | -                                                                         |                                                                           |
| 13-4-1958                                                                 | Madrid                                                                    | Spagna                                                                    | 1 – 0                                                                     | Portogallo                                                                | Amichevole                                                                | -1                                                                        |                                                                           |
| 7-5-1958                                                                  | Wembley                                                                   | Inghilterra                                                               | 2 – 1                                                                     | Portogallo                                                                | Amichevole                                                                | -2                                                                        |                                                                           |
| Totale                                                                    |                                                                           | Presenze                                                                  | 18                                                                        |                                                                           | Reti                                                                      | -25                                                                       |                                                                           |